# Lagopoecus affinis
Lagopoecus affinis är en insektsart som först beskrevs av John George Children 1836.  Lagopoecus affinis ingår i släktet skärlöss, och familjen fjäderlöss. Arten är reproducerande i Sverige.